# Лукьяновка (Амурская область)
Лукья́новка — село в Белогорском районе Амурской области, Россия.
Входит в Кустанаевский сельсовет.

## География
Располагается в 26 километрах в юго-западном направлении от г. Белогорска; в 9 километрах к северо-западу от железнодорожной станции Томичи.
В черте сельского поселения находится озеро Деревенское. Вокруг села также располагается несколько озёр: Большое, Петраково, Осиновое и др.
На север от села Лукьяновка идёт дорога к селу Камышевка.

## История
Основано в 1909 году переселенцами из Воронежской и Пермской губерний. Названо по имени первого поселенца — Лукьяна.

## Население
| 2002 | 2010 | 2012 | 2013 | 2014 | 2015 | 2016 |
| ---- | ---- | ---- | ---- | ---- | ---- | ---- |
| 211  | ↘165 | ↘160 | ↘156 | ↘148 | →148 | ↘142 |
| 2017 | 2018 |      |      |      |      |      |
| ↘137 | ↗139 |      |      |      |      |      |

## Инфраструктура
- Основные улицы: Советская, Озёрная.
- Имеется автобусное сообщение с районным центром — г. Белогорском (по четвергам).
- Крестьянско-фермерское хозяйство «Орта».